# 华盛顿自由灯塔
《华盛顿自由灯塔》（英語：The Washington Free Beacon）是美国一家保守派政治新闻网站，2012年上线，号称“致力于揭发权力希望永不见光明的新闻”并发表“多个领域问题的深度调查报道，包括公共政策、政府事务、国际安全和媒体方面”。

## 历史
《自由灯塔》由Michael Goldfarb、Aaron Harrison和Matthew Continetti创办，最后一位是现在的总编。该站是501(c)4组织“美国自由中心”（Center for American Freedom）的项目之一，正式上线时间为2012年2月7日。2014年8月，网站宣布将以营利性质运作。
该站以其保守派报道而闻名，形式上参照类似的自由派媒体（如ThinkProgress、Talking Points Memo），旨在传播自己的报道并影响主流媒体的报道范围。杰克·亨特原为美国参议员兰德·保罗办公室的一名工作人员，在《自由灯塔》报道他过去是被称为“南方复仇者”的大嘴DJ，戴的自由摔角面具还印有美利坚联盟国国旗后，他于2013年辞职。该站还曾数次报道前第一夫人、国务卿希拉里·克林顿在1975年为强奸嫌疑人辩护成功，并引起全国性媒体的关注。

## 评价
《纽约时报》的Jim Rutenberg在文章中将《自由灯塔》的报道风格比作“愉快的除脏手术”，《琼斯母亲》杂志称该站在报道重大新闻方面“真正成功地进行了黑幕揭发”。在评论《自由灯塔》揭发新闻的成功时，《华盛顿人》的Andrew Beaujon写道：“《自由灯塔》定期敲出每个政治记者都会羡慕的抢先新闻。其许多报道都让涉及的对象难以忽略，因为他们提供的是互联网最稀缺的商品：真实新闻。”
该站报道策略亦引发了媒体评论人士和监督组织的批评。《大西洋》杂志的Conor Friedersdorf认为《自由灯塔》的使命“堕落且不道德”。2014年，进步派媒体监督组织“Media Matters for America”创办者David Brock在发给新闻组织的信件中写道：“如果可信媒体认为《自由灯塔》的不道德行为是可行的，整个新闻业价值都会降低。”